# 朱安湜
封丘端惠王朱安湜（1511年—1552年），明朝周藩第四代封丘王，封丘僖順王朱同鉻的嫡第二子。

## 生平
嘉靖六年（1527年）九月，朱安湜襲封封丘王。
嘉靖三十一年（1552年）十一月，朱安湜去世，享年四十二歲，諡號端惠。三年後，庶長子鎮國將軍朱睦訸襲爵。

## 家庭

### 子
- 庶長子：鎮國將軍→封丘肅安王朱睦訸[4]